# 新竹站1-5號倉庫
新竹站1-5號倉庫，為新竹車站的鐵路倉庫，約建於台灣日治時期的1940年代，分為西側的一、二號倉庫，與東側的三、四、五號倉庫。自2003年起，東側作為新竹市鐵道藝術村。

## 介紹
新竹站1-5號倉庫的屋頂在二戰期間曾被炸毀，在戰後陸續修復完成，導致屋架型式不盡相同。倉庫原本為一長條形，1998年，興建東大高架道路從中穿越，而成為了現今位於高架橋兩側的樣貌。
倉庫建築為方便倉儲，設計成室內無柱的大跨距空間；外牆設扶壁，並兼格使用火打樑增加結構安全性。